# Campeonato Sudamericano de Voleibol Femenino Sub-18 de 1986
El V Campeonato Sudamericano de Voleibol Femenino Sub-18 se celebró en la ciudad de Lima, Perú en 1986.

## Equipos participantes
- Argentina
- Brasil
- Chile
- Colombia
- Perú
- Venezuela

## Posiciones Finales
| \| Pos \| Equipo \| \| --- \| --------- \| \| \| Brasil \| \| \| Perú \| \| \| Argentina \| \| 4 \| Colombia \| \| 5 \| Venezuela \| \| 6 \| Chile \| | Campeón Brasil 3º Título |
| Pos | Equipo                   |
| | Brasil                   |
| | Perú                     |
| | Argentina                |
| 4 | Colombia                 |
| 5 | Venezuela                |
| 6 | Chile                    |